# Birch (Essex)
 (avril 2023).
Pour les articles homonymes, voir Birch.
Birch est un village et une paroisse civile de l'Essex, en Angleterre.